# Coalició Cívica (Polònia)
Coalició Cívica (en polonès: Koalicja Obywatelska, KO) és una aliança electoral d'arreplega de Polònia. Es va formar al 2018 entorn la Plataforma Cívica i Modern com a oposició al llavors governant Llei i Justícia.

## Història
La Coalició Cívica va ser creada originalment per la Plataforma Cívica i Modern per a les eleccions locals del 2018. En aquestes, van obtenir el 26.97% dels vots, obtenint 194 escons i la segona posició. El juny de 2019, es va anunciar que l'aliança es mantindria per a participar en les eleccions parlamentàries, creant-se un grup parlamentari conjunt. En les següents setmanes, d'altres partits minoritaris van anunciar la seva participació a la Coalició, com Els Verds o l'Assemblea Autonomista de Silèsia. Finalment, a les eleccions van obtenir el 27.4% dels vots i 134 escons, mantenint-se a l'oposició en un nou gabinet liderat per Llei i Justícia.
La Coalició es va consolidar en els següents anys, preparant-se per a les eleccions legislatives de 2023 incorporant noves organitzacions. En aquestes millorarien els seus anteriors resultats, amb el 30.7% dels vots i 157 escons, que juntament amb altres forces opositores aconseguirien derrotar a Llei i Justícia, permetent la formació del tercer gabinet de Donald Tusk, que va jurar el càrrec el 13 de desembre de 2023.
A les eleccions locals de 2024 també millorarien resultats, amb el 30,59% dels vots i 210 escons, aconseguint l'alcaldia de les principals ciutats del país. A les europees del mateix any tornaria a superar les expectatives amb el 37% dels vots i 21 eurodiputats, sent primera força nacional.
Més recentment, per a les eleccions presidencials de 2025 van celebrar unes primàries entre els partits membres en les quals va sortir escollit de nou el candidat de 2020 Rafał Trzaskowski.

## Composició
| Partit | Partit              | Ideologia        | Pos.                       | Afiliació | MPs       | Senadors | MEPs    | Sejmiks   |
| ------ | ------------------- | ---------------- | -------------------------- | --------- | --------- | -------- | ------- | --------- |
|        | Plataforma Cívica   | Conservadorisme  | Centredreta                | EPP       | 122 / 460 | 36 / 100 | 18 / 52 | 152 / 552 |
|        | Modern              | Liberalisme      | Centredreta                | ALDE      | 10 / 460  | 0 / 100  | 0 / 52  | 21 / 552  |
|        | Iniciativa Polonesa | Socioliberalisme | Centreesquerra             | N/D       | 2 / 460   | 0 / 100  | 1 / 52  | 0 / 552   |
|        | Els Verds           | Ecologisme       | Centreesquerra             | EGP       | 3 / 460   | 0 / 100  | 0 / 52  | 0 / 552   |
|        | AGROunia            | Agrarisme        | Centreesquerra             | N/D       | 1 / 460   | 0 / 100  | 0 / 52  | 0 / 552   |
|        | Sí! Per Polònia     | Regionalisme     | Centreesquerra             | N/D       | 2 / 460   | 1 / 100  | 0 / 52  | 4 / 552   |
|        | Independents        | N/D              | Centredreta Centreesquerra | N/D       | 20 / 460  | 4 / 100  | 2 / 52  | 8 / 552   |

### Recolzats per
| Partit | Partit                           | Ideologia        | Pos.           | Afiliació | MPs     | Senadors | MEPs   |
| ------ | -------------------------------- | ---------------- | -------------- | --------- | ------- | -------- | ------ |
|        | Lliga de les Famílies Poloneses  | Conservadorisme  | Dreta          |           | 0 / 460 | 0 / 100  | 0 / 52 |
|        | Associació Esquerra Democràtica  | Socialdemocràcia | Centreesquerra | N/D       | 0 / 460 | 0 / 100  | 0 / 52 |
|        | Partit Regional de Silèsia       | Regionalisme     | Centreesquerra | N/D       | 0 / 460 | 0 / 100  | 0 / 52 |
|        | Assemblea Autonomista de Silèsia | Regionalisme     | Centreesquerra | ALE       | 0 / 460 | 0 / 100  | 0 / 52 |
|        | Ciutadans de la Baixa Silèsia    | Regionalisme     | Centredreta    | N/D       | 0 / 460 | 0 / 100  | 0 / 52 |

## Resultats electorals

### Sejm

Resultats de les eleccions de 2023 per partit vencedor a nivell de powiats

| Any  | Líder             | Vots      | %         | Escons    | +/- | Govern           |
| ---- | ----------------- | --------- | --------- | --------- | --- | ---------------- |
| 2019 | Grzegorz Schetyna | 5,060,355 | 27.4 (#2) | 134 / 460 | Nou | Oposició         |
| 2023 | Donald Tusk       | 6,629,402 | 30.7 (#2) | 157 / 460 | 23  | Oposició (2023)  |
| 2023 | Donald Tusk       | 6,629,402 | 30.7 (#2) | 157 / 460 | 23  | Coalició (2023-) |

### Senat
| Any  | Líder             | Vots      | %          | Escons   | +/- |
| ---- | ----------------- | --------- | ---------- | -------- | --- |
| 2019 | Grzegorz Schetyna | 6,490,306 | 35.66 (#2) | 43 / 100 | Nou |
| 2023 | Donald Tusk       | 6,187,295 | 28.91 (#2) | 41 / 100 | 2   |

### Presidencials
| Any  | Candidat          | 1a volta  | 1a volta    | 2a volta   | 2a volta    | Resultat |
| Any  | Candidat          | Vots      | %           | Vots       | %           | Resultat |
| ---- | ----------------- | --------- | ----------- | ---------- | ----------- | -------- |
| 2020 | Rafał Trzaskowski | 5,917,340 | 30,5 / 100  | 10,018,263 | 49 / 100    | Derrota  |
| 2025 | Rafał Trzaskowski | 6,147,797 | 31,36 / 100 | 10,237,286 | 49,11 / 100 | Derrota  |

### Parlament Europeu

Resultats de les eleccions europees de 2024.

| Any  | Líder             | Vots                  | %                     | Escons  | +/- | Grup |
| ---- | ----------------- | --------------------- | --------------------- | ------- | --- | ---- |
| 2019 | Grzegorz Schetyna | Dins Coalició Europea | Dins Coalició Europea | 14 / 52 | Nou | EPP  |
| 2024 | Donald Tusk       | 4,359,443             | 37.06 (#1)            | 21 / 53 | 7   | EPP  |